# Sam Hardwick
Sam Hardwick (ur. 1985) – narrator, syn fińskiego reżysera Neila Roberta Hardwicka, znany dzięki współpracy z zespołem Nightwish. Użyczał swojego głosu w partiach mówionych piosenek - między innymi Dead Boy's Poem i Bless the Child.
Działalność artystyczną rozpoczął jako nastolatek. Tuomas Holopainen, lider Nightwish i autor większości tekstów piosenek, wspomina, że gdy narodził się pomysł na utwór Dead Boy's Poem, zaczął szukać dziecięcego artysty, jednak żaden fiński dwunastolatek nie potrafił mówić po angielsku z dobrym akcentem. Dzięki pomocy swojej ciotki, Miitty Sorvali, nawiązał kontakt z reżyserem Neilem Hardwickiem, a potem z jego synem, piętnastoletnim wówczas Samem. Poproszony o przeczytanie wiersza, chłopiec wywarł duże wrażenie na Tuomasie. Po zakończonej pracy wzbraniał się przed przyjęciem honorarium. 
W późniejszych latach recytował fragmenty tekstu w utworach Bless the Child oraz Beauty of the Beast, gdzie słychać jego bardziej dojrzały głos.